# Rokitno (powiat Bialski)
Rokitno is een dorp in het Poolse woiwodschap Lublin, in het district Bialski. De plaats maakt deel uit van de gemeente Rokitno.

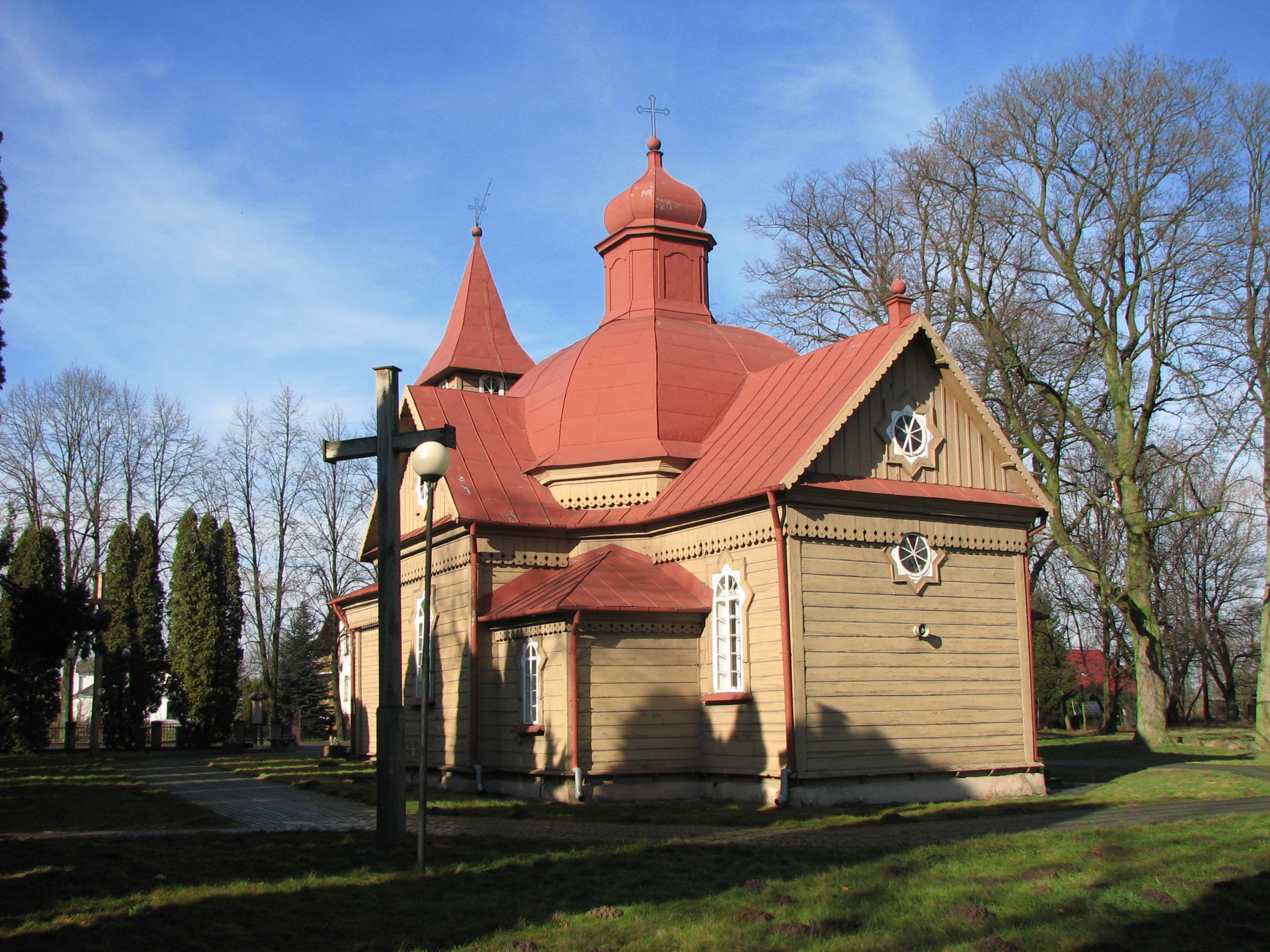
Kerk van de heilige drie-eenheid te Rokitno